# 季米特里齐
季米特里齐（羅馬化：Dimitritsi）是希臘北部中马其顿大区塞雷专区维萨尔蒂亚市镇的村莊。根據2011年希臘人口普查，該村有989名居民。

## 簡介
季米特里齐位於基尔基斯专区邊界以西的塞雷平原，靠近斯特里蒙河與其支流之一科帕齊亞諾斯（Kopatsianos）的交匯處。它位於塞雷西南19公里、尼格利塔西北12公里處。其居民從事畜牧業和農業，特別是種植玉米、棉花、橄欖、杏仁、煙草和葡萄。
據拜占庭歷史學家尼基塔斯·霍尼亞提斯記載，1185年11月7日拜占庭軍隊與西西里王國的諾曼人之間歷史性的戰役於此發生，諾曼人試圖進行談判時，拜占庭軍隊發動突然襲擊，最終以拜占庭人的勝利而告終。
據保加利亞地理學家瓦西爾·坎喬夫統計，1900年該村共有居民700人，其中東正教希臘人350人，東正教保加利亞人200人，土耳其人150人。1919-1922年希土戰爭後，該村的土耳其居民被迫離開，作為交換，來自士麥那和布爾薩地區的小亞細亞希臘人根據人口交換的要求在該村定居。他們在村子東邊建立了自己的定居點。